# Berkeh Lārī
Berkeh Lārī (persiska: بِركِۀ لاری, بركه لاری) är en ort i Iran.   Den ligger i provinsen Hormozgan, i den södra delen av landet, 1 000 km söder om huvudstaden Teheran. Berkeh Lārī ligger 392 meter över havet och antalet invånare är 713.
Terrängen runt Berkeh Lārī är varierad. Runt Berkeh Lārī är det glesbefolkat, med 11 invånare per kvadratkilometer. Berkeh Lārī är det största samhället i trakten. Trakten runt Berkeh Lārī är ofruktbar med lite eller ingen växtlighet.